# Istituto Auxologico Italiano
L'Istituto Auxologico Italiano è una fondazione non profit riconosciuta come Istituto di ricovero e cura a carattere scientifico (IRCCS) con tredici sedi tra Lombardia e Piemonte.

## Storia
L'Istituto fu fondato nel 1958 in Piemonte, a Piancavallo, da monsignor Giuseppe Bicchierai
, inizialmente dedicato allo studio del nanismo e di altri disturbi della crescita, un’area di ricerca in cui Auxologico ha svolto un importante e riconosciuto ruolo pionieristico. Nel 1972 fu riconosciuto come IRCCS e dagli anni Novanta ha ampliato la propria presenza in Lombardia inaugurando tra l'altro l'ospedale San Luca a Milano. Negli anni 2000 fu esternalizzata la sezione di lungodegenza del San Luca nella sede di via Mosè Bianchi e venne aperta una nuova sede a Verbania. Negli anni 2010 fu rinnovata la lungodegenza del San Luca e furono completate le acquisizioni delle cliniche milanesi Capitanio e San Carlo.Successivamente apre a Meda, in provincia di Monza e Brianza, un nuovo poliambulatorio a cui segue quello di Pioltello, e poi l'apertura del poliambulatorio internazionale Auxologico Procaccini a Milano. Nel 2020 Auxologico entra in Romania con l'acquisizione del centro medico di alta specializzazione CardioRec a Bucarest. Il 2020 è anche l'anno dell'acquisizione della Casa di Cura Ancelle Francescane del Buon Pastore a Roma, un grande ospedale con oltre 200 posti letto, il cui nome diventa Auxologico Roma Buon Pastore. Tra il 2021 e il 2022 viene acquisita una seconda struttura in Romania, l'ospedale riabilitativo President a Oradea, rafforzando così la presenza nel paese. Inoltre, dalla partnership con l'Università degli Studi di Milano nasce Auxologico Città Studi Icans, focalizzato sui problemi nutrizionali e metabolici. Infine, a Meda apre i battenti Auxologico Meda Riabilitazione nei locali della sede storica medese, un moderno centro riabilitativo per tutta la Brianza.
Al centro dell’interesse scientifico e clinico di Auxologico vi è da sempre lo sviluppo dell’uomo, dal concepimento all’età anziana, lungo un percorso di crescita armonica ed equilibrata.
Gli ambiti di eccellenza di Auxologico comprendono le malattie cerebro-cardiovascolari, neurodegenerative, endocrino-metaboliche, immunologiche e dell'invecchiamento. La medicina riabilitativa, trasversale a diverse patologie, è un altro ambito riconosciuto di eccellenza. Ampio spazio è dato alla chirurgia robotica e mini invasiva e alle indagini genetiche e molecolari.

## Sedi dell'Istituto
Attualmente l'Istituto Auxologico Italiano possiede 16 strutture sanitarie in Lombardia, Piemonte, Lazio e Romania.

### Lombardia
- Ospedale San Luca (Milano)
- Ospedale Capitanio (Milano)
- Auxologico Procaccini (Milano)
- Auxologico Ariosto (Milano)
- Auxologico Mosè Bianchi (Milano), con l'annessa residenza per anziani.
- Auxologico Pier Lombardo (Milano)
- Auxologico Città Studi Icans (Milano)
- Auxologico Meda
- Auxologico Meda Riabilitazione
- Auxologico Pioltello
- Auxologico Bollate
- Auxologico Comabbio
- Centro di ricerche biomediche di Cusano Milanino

### Piemonte
- Auxologico Piancavallo (Oggebbio)
- Auxologico Villa Caramora (Verbania)

### Lazio
- Auxologico Roma Buon Pastore

### Romania
- Cardiorec, Bucarest-Corbeanca
- President, Orodea